# Список авіанесучих кораблів

## Австралія
| Номер вимпелу або бортовий номер | Найменування     | У складі флоту          | Виведений зі складу флоту | Стан                        | Примітки                                                 |
| Гідроавіаносці типу «Альбатрос»  |                  |                         |                           |                             |                                                          |
| -------------------------------- | ---------------- | ----------------------- | ------------------------- | --------------------------- | -------------------------------------------------------- |
|                                  | HMAS «Альбатрос» | з 17 січня 1929 року    | 1938 року                 | проданий Великої Британії   |                                                          |
| Авіаносці типу «Колоссус»        |                  |                         |                           |                             |                                                          |
|                                  | HMAS «Венджінс»  | з 1953 року             | 1955 року                 | повернений Великої Британії | колишній HMS «Венджінс» (R71) був узятий в найм          |
| Авіаносці типу «Маджестік»       |                  |                         |                           |                             |                                                          |
| R17                              | HMAS «Сідні»     | з 5 лютого 1949 року    | 12 листопада 1973 року    | розібраний на метал         | колишній HMS «Террібл» (R93)                             |
| R21                              | HMAS «Мельбурн»  | з 8 листопада 1955 року | 30 травня 1982 року       | розібраний на метал         | колишній HMS «Маджестік» (R77) колишній HMAS «Маджестік» |